# Losentse
Die Losentse ist ein etwa 10,5 Kilometer langer Bach im Kanton Wallis, der bei Riddes von rechts in die Rhone mündet.

## Geographie

### Verlauf
Die Losentse entspringt im Gebiet des Sees Lac de la Forcle aus mehreren Quellbächen auf etwa 2450 m ü. M. Das Gebiet ist umgeben von Bergen um 2800 m ü. M., darunter den Tête aux Veillon, Le Pacheu, Tita Naire und auf der anderen Seite des Sees dem Dent de Chamosentse und den Pointes de Tsérié. Der Bach fliesst südwärts über das Pas de Chamosentse und Les Pallantsons vorbei zwischen dem Dent de Chamosentse und den Pointes de Tsérié in einem etwa 300 Meter tiefen Tal. Danach geht es weiter steil bergab, wobei nach etwa 1,5 km auf 1830 m ü. M. weitere Quellbäche von rechts zufliessen. In dem Gebiet erreicht der Bach auch die Baumgrenze, und von links fliessen ein paar kleinere Bäche zu, bis weitere 1,5 km talwärts auf 1230 m ü. M. von rechts die Grand Tséné zufliesst. Das Gefälle lässt nun etwas nach, und es fliessen vor allem von rechts einige weitere kleine Bäche zu, während der Bach durch ein waldiges Tal fliesst. Nach etwas mehr als 1,5 km kommt der Bach auf 900 m ü. M. in die Nähe von Siedlungen, unter anderem Les Vérines, die zu Chamoson gehört. Etwa 1 km weiter fliesst von links der Torrent de Cry auf 750 m ü. M. zu. Der Bach fliesst weiter entlang der Siedlung Grugnay, die ebenfalls zu Chamoson gehört, bis 1 km darauf von links der Tséné zufliesst. Der Bach fliesst nun entlang des Dorfes Chamoson hinab ins Rhonetal durch landwirtschaftlich genutztes Gebiet und mündet schliesslich knapp 3 km talwärts von rechts in die Rhone, wobei auf der gegenüberliegenden Seite der Rhone das Dorf Riddes liegt.

### Einzugsgebiet
Das Einzugsgebiet der Losentse hat eine Grösse von etwa 23 km². Der höchste Punkt im Einzugsgebiet ist auf 2937 m ü. M.